# Chapéu

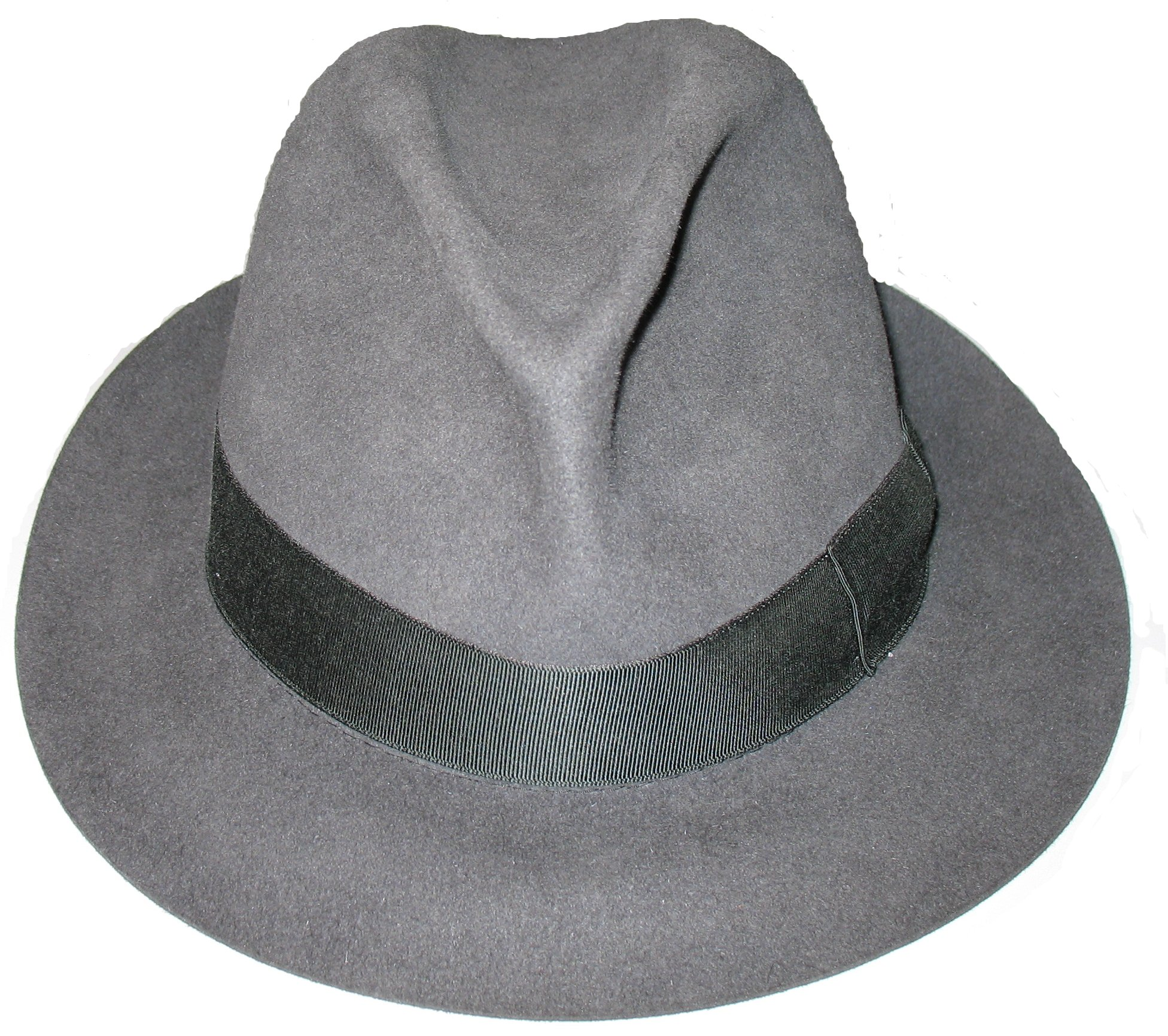
Típico chapéu de feltro, no qual foi aplicada uma "gebada"

O chapéu (que deriva do vocábulo do latim "Cappelus", de cappa que quer dizer : "Proteção em tecido para a cabeça") é um item do vestuário, com inúmeros variantes, que tem a função de proteger de condições climaticas, celebração de eventos, designar o status social do portador ou apenas enfeitar a cabeça.

## Terminologia

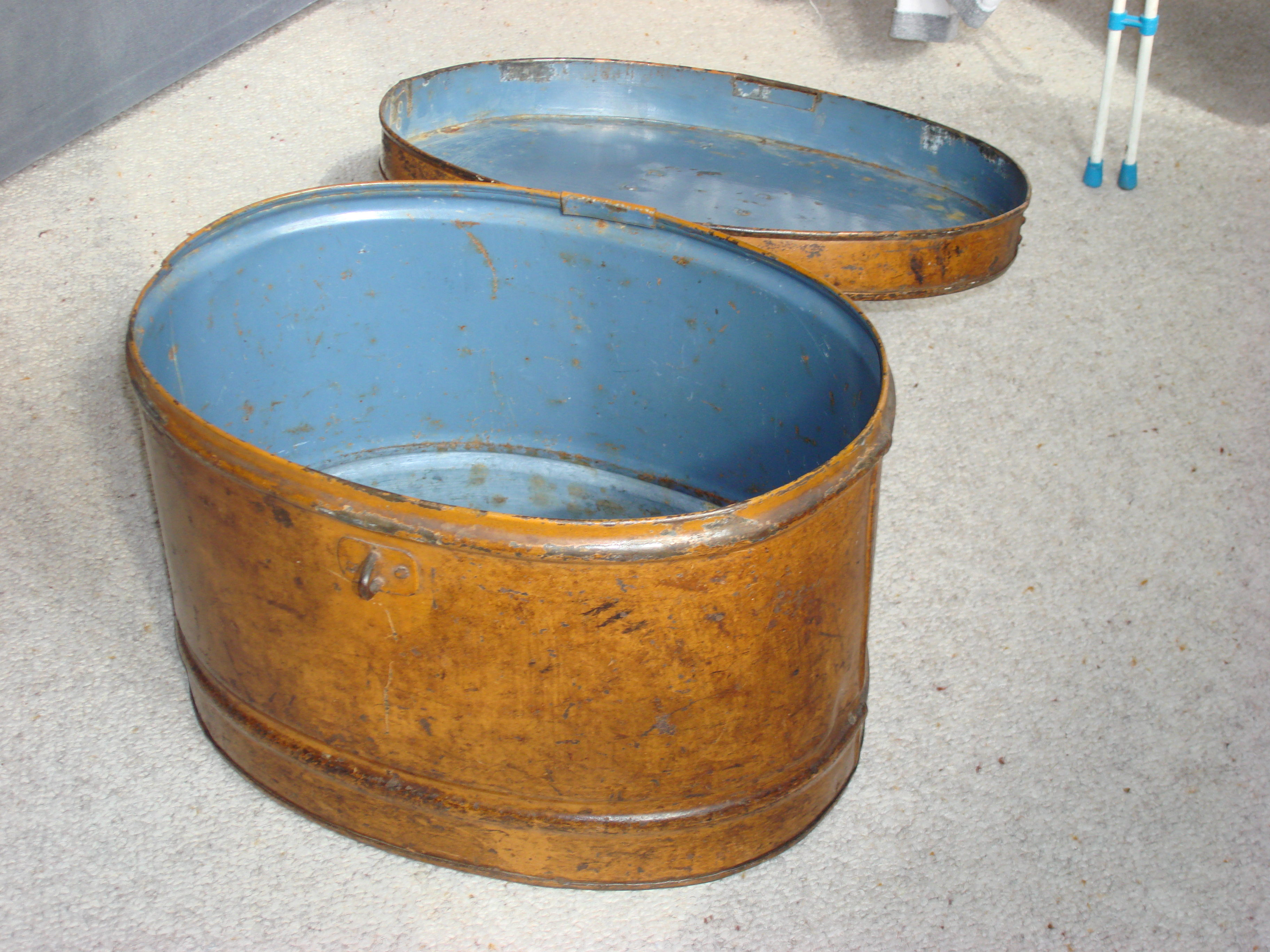
Chapeleira antiga

Várias palavras estão relacionadas ao chapéu e seu uso, confecção e tipos. Chapeleiro é aquele que confecciona o chapéu, ao passo que a chapelaria é o local onde este é feito ou vendido. Já chapeleira é a caixa onde o mesmo é acondicionado. O hábito antigo de saudar alguém tirando-se o chapéu era denominado chapelada.
Nas casas, no comércio e em repartições públicas até meados do século XX o porta-chapéus era um móvel presente e indispensável - uma vez que as regras de etiqueta não permitiam o uso do adereço em lugares cobertos.
Copa é a parte superior do ornamento, cujo lado interno tem a boca, ao passo que aba é o rebordo proeminente, externo. Na parte interna tem-se o forro e a carneira; são ainda partes do chapéu a faixa e a pala, respectivamente a faixa externa e o "corpo" da aba. Muitos formatos, entretanto, não possuem esses componentes.
Para a confecção do chapéu usava-se o arcão, máquina destinada a dar o formato curvo (em arco, donde o nome) à lã com que se fazem chapéus de feltro (uma camada desse material é usada como reforço, chamada, por sua vez de capada). A copa é feita em fôrmas, em diversos tamanhos, obedecendo a numerações que são variáveis, até mesmo entre fábricas. As abas eram feitas num instrumento denominado formilhão, ao passo que a boca da copa é determinada pela formilha.
A tira de couro, usada para reforço nos chapéus masculinos, é chamada de carneira, e é colocada na parte interna, próximo à aba.
O casco é como se chama, nos chapéus femininos, à armadura que recebem para dar-lhe o formato.
Cinteiro é o laço que orna o chapéu; já o cocar eram os adereços, como penachos, que os distinguiam. Chapéus antigos chegavam a ter fivelas).
Diz-se gebada à pancada que se dá, no chapéu, para que se amasse, apresentando curvaturas (vide foto acima).

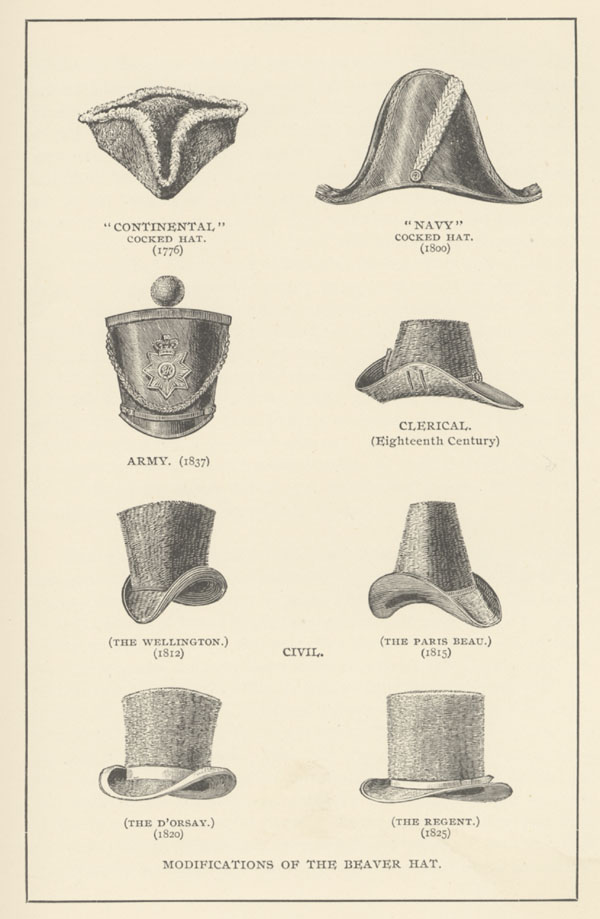
Evolução do chapéu em pele de castor canadense

A propriagem é o trabalho de acabamento, feito pelo chapeleiro, depois de tinto o chapéu. A pelota é a almofada usada por estes a fim de alisarem o chapéu, depois da engomação.
O egrete (ou egreta), era o ornato confeccionado em penas finas e compridas, inspirado em penachos da cabeça de algumas aves, especialmente das garças, foi um enfeite bastante usado em chapéus femininos no século XX. O tope é o laço de fita, que por vezes enfeitava tais modelos.
O uso do chapéu variava conforme a moda. Assim, por exemplo, usá-lo à zamparina era o modo de inclinar o adereço para frente e à direita, entre os séculos XVIII a XIX.

### Bonés e gorros
O Boné (do Francês, "bonnet").  Tem-se, para tais ornamentos, partes específicas, que podem ou não estar presentes, a depender do seu uso ou modelo.
Assim, a pala estará na parte inferior frontal da barretina ou boné militar, e outros. A orelheira é o apêndice que protege as orelhas, e o tapa-nuca o destinado à proteção do pescoço. A viseira é a pala prolongada dos bonés.

### O drible
No futebol, um drible onde o jogador conduz a bola e dá um tapa na redonda fazendo-a passar por cima da cabeça de seu marcador, em seguida controla a bola novamente completando o drible. Esse drible é conhecido como chapéu, lençol, touca, onda, sombreiro (caso esse drible for muito bem executado) ou carretilha, chaleira (uma variação mais difícil deste mesmo drible)

## Histórico
O chapéu surgiu para a proteção da cabeça, ainda nos povos primitivos da pré-história, das intempéries climáticas (sol escaldante, frio, chuva), como prerrogativa masculina - sendo o homem o responsável pela defesa da tribo ou do clã, sendo depois estendido para a caracterização dos níveis sociais: os reis usavam coroas, os sacerdotes a mitra e os guerreiros o elmo.
Teriam, assim, nos mais primitivos formatos, uma espécie de gorro feito em couro, ou em tecido, nos antigos turbantes já presentes cerca de 4.500 anos a.C..
Cerca de 3000 a.C., na Mesopotâmia, surgem os chapéus que trazem um misto de elmo com capuz, que uns mil anos depois (2.000 a.C.) evolui para um formato mais aprimorado. Torna-se, neste mesmo período, um adereço de dignidade, nobiliárquica, militar e sacerdotal do Antigo Egipto. O primeiro chapéu que encontra em suas formas mais semelhantes com o formato "clássico" (ou seja, contendo as partes principais do adorno), é o pétaso grego, cuja origem remonta ao século IV a.C., junto ao píleo. O primeiro encontrou sua forma romana, junto ao capucho, sendo este povo o primeiro a criar um capacete.
Até a década de 1940, os automóveis tinham o teto alto, de forma que o uso de chapéus dentro dos utilitários era possível, mas com a modernização dos veículos já não era possível usar o acessório. Com o tempo, passou-se a ser aceitável a visão de um homem sem chapéu. Na década de 1960, John Kennedy foi um símbolo da resistência ao uso do item, embora não tenha sido o primeiro a não usar.

## Lista de chapéus ou acessórios para a cabeça
| - Alvanega - Bandana - Barrete - Barrete frígio - Barretina - Bicorne - Bibico - Boina - Boné | - Borsalino - Camauro - Camelauco - Capacete - Capelo - Capuz - Carapuça - Cartola - Casquete | - Chapéu de bombeiro - Chapéu de cangaceiro - Chapéu-palheta - Chapéu-do-chile (chapéu-panamá) - Chapéu-coco - Chapéu de couro - Chapéu de cowboy - Chapéu de cozinheiro - Chapéu Stetson | - Chapéu de palha - Chapéu-panamá - Chapéu de toureiro (ou montera) - Chulo - Claque - Cloche - Cocar - Coifa - Colbaque | - Coppola - Coroa - Diadema - Elmo - Fedora - Filá - Gat - Gorro - Gorro de marinheiro - Pétaso | - Píleo - Quepe - Solidéu - Sombrero - Tarbush (ou fez) - Toque - Touca - Tricórnio - Turbante | - Ushanka - Véu - Viseira |